# 1/2 rum och kök
1/2 rum och kök är ett svenskt inredningsprogram som hade premiär på SVT1 och SVT-play den 30 mars 2020. Seriens första säsong består av 6 avsnitt. Programledare för serien är komikern Kristina "Keyyo" Petrushina.

## Handling
Serien handlar om hur man med små medel kan göra om små bostäder till mysiga hem. I varje avsnitt i serien får Keyyo hjälp av  trillingsnickarna, Patrik, Mikael och Robin Wadenholt, att med kreativa, prisvärda lösningar förvandla en huvudpersons bostad till ett smart hem.

## Medverkande
- Kristina "Keyyo" Petrushina
- Patrik Wadenholt
- Mikael Wadenholt
- Robin Wadenholt